# Embarcación
Embarcación est une localité de la province de Salta, au nord-ouest de l'Argentine, qui se trouve dans le département de General José de San Martín.

## Situation
La ville est située à 88 km de la ville de Tartagal sur la route nationale 34, non loin de la rive gauche du río Bermejo, affluent important du système Paraguay-Paraná.

## Description
La ville est un important centre ferroviaire, ce qui a entraîné l'installation d'ateliers et de dépôts de locomotives. Cela a ouvert la voie au développement de la petite cité au XIXe siècle.
Bien avant l'arrivée du chemin de fer, un petit village du nom d'Embarcación Vieja s'était développé non loin de la ville actuelle, sur la rive gauche du río Bermejo, où l'on avait installé un embarcadère où accostaient des embarcations franchissant l'important cours d'eau.
Aujourd'hui, installée non loin de la jonction entre la route nationale 34 et la route nationale 81 - qui relie le nord argentin avec le Paraguay et le sud du Brésil -, la ville est devenue un important relais routier.

## Population
La ville comptait 23 964 habitants en 2001. Il y a eu une hausse de 33,7 % par rapport aux 13 078 recensés en 1991, en tenant compte du fait que le chiffre de 2001 inclut Barrio Eva Perón et Barrio El Tráfico.